# Trodena (torrente)
Il torrente Tròdena (Trudner Bach in tedesco) è un corso d'acqua dell'Alto Adige. Nasce nei pressi della Sella di San Lugano e attraversa i comuni di Trodena, Montagna ed Egna, dove confluisce da sinistra nell'Adige.